# 황등초등학교
황등초등학교는 대한민국 전북특별자치도 익산시 황등면 황등리에 있는 공립 초등학교이다.

## 학교 연혁
- 1927년 6월 5일 황등공립보통학교 개교
- 1938년 4월 1일 교명 변경 (황등제일공립심상소학교)
- 1941년 4월 1일 교명 변경 (황등욱공립국민학교)
- 1971년 3월 1일 황등남국민학교 분리
- 1996년 3월 1일 황등초등학교로 개칭
- 2007년 10월 6일 개교 80주년 기념행사
- 2011년 9월 30일 증축교실 개관 및 인조잔디구장 개장식
- 2019년 12월 27일 제90회 졸업장 수여식(졸업생 18명, 총 졸업생 11,958명)
- 2020년 3월 1일 7학급(특수1 포함), 유치원 1학급 편성 운영
- 2020년 9월 1일 제32대 현경희 교장 부임

## 학교 상징
- 교화 - 철쭉
  - 분류 : 겉씨식물 구과목 소나무과의 상록교목
  - 특징 : 높이 30-50m, 지름 3m 정도로 늘푸른 나무
  - 이용 : 히말라야산맥 원산으로 관상용·공원수·가로수로 심으며 건축재·가구재로 이용
  - 그리는 인간상 : 자신을 가꾸면서 모든 이에게 소박한 아름다움을 주는 심미감 있는 사람
- 교목 - 히말라야시다
  - 분류 : 진달래과에 속하는 낙엽관목
  - 특징 : 키는 2-5m이고 연한 홍색의 꽃이 핌
  - 이용 : 정원의 관상용, 강장제, 이뇨제로 이용
  - 그리는 인간상 : 젊고 푸른 기상으로 미래를 향하여 최선을 다하는 진취적인 사람
- 교조 - 까치
  - 분류 : 까마귀과에 속하는 새
  - 특징 : 몸길이가 45cm로 꼬리가 길다
  - 민족과 상징 : 고대문헌에 등장하는 친근한 새임
  - 그리는 인간상 : 부지런한 생활태도로 남에게 기쁨을 주는 사람

## 참고 자료
- 황등초등학교 - 한국교육학술정보원 학교알리미